# Amédée de Pérusse des Cars
 (décembre 2016).
Pour les autres membres de la famille, voir Maison de Pérusse des Cars.
Amédée François Régis de Pérusse, duc des Cars (ou d'Escars) (30 septembre 1790, Chambéry - 19 janvier 1868, Cannes) est un général et homme politique français.

## Biographie
Fils de François Nicolas René de Pérusse des Cars et d'Etiennette Charlotte Emilie Dorothée de Ligny, il est issu de la Maison de Pérusse des Cars, l'une des plus anciennes familles de la noblesse française, il suit la carrière militaire.
Colonel aide de camp et gentilhomme d'honneur du duc d'Angoulême en 1814, il commande en 1815 un corps de volontaires qui emporte quelques avantages à Montmirail pendant les Cent-Jours.
Il  est nommé maréchal de camp sur le champ de bataille. sous la Restauration.
En 1822, au décès de son père, il recueille sa pairie; il est fait duc-pair héréditaire le 30 mai 1825, mais les lettres patentes n'eurent pas le temps d'être scellées.
Il participe à l'expédition d’Espagne en 1823, est nommé commandant supérieur du quartier général à Madrid, et commande la 2e colonne d'attaque à la prise du Trocadéro. Il fut promu lieutenant-général des armées du roi le 16 décembre 1823.
Il achète en 1828 le château de La Roche-de-Bran à Montamisé (Vienne).
Il commande la 3e division lors de l'expédition d'Alger, en juin et juillet 1830.
Il accompagne Charles X à Lulworth après la révolution de Juillet, et reste, jusqu'à sa mort, un des représentants autorisés du « comte de Chambord ».

### Mariage et descendance
Il épouse le 25 juin 1817 au château d'Abondant Augustine Frédérique Joséphine du Bouchet de Sourches de Tourzel (1798-1870), fille de Charles Louis Yves du Bouchet de Sourches, marquis de Tourzel, grand prévôt de France, et d'Augustine Eléonore de Pons.
Elle est la petite-fille de Louise Elisabeth de Croÿ d'Havré, duchesse de Tourzel, gouvernante des enfants de France.
Ce mariage fera entrer dans la maison de Pérusse des Cars le château de Sourches et le château d'Abondant.
Dont six enfants : 
- François Joseph de Pérusse, 3e duc des Cars, (7 mars 1819 - 23 septembre 1891), marié en 1844 avec Marie Elisabeth de Bastard d'Estang, dont postérité ;
- Amédée Joseph de Pérusse des Cars (1er avril 1820 - 11 janvier 1899), marié en 1843 avec Mathilde de Cossé-Brissac. Dont postérité : ils ont pour fille Hélène Standish ;
- Jean Augustin de Pérusse des Cars (21 juin 1821 - 7 septembre 1860), marié en 1852 avec Alexandrine de Lebzeltern, dont postérité ;
- Marie-Paule de Pérusse des Cars (2 février 1827 - 1855), mariée en 1845 avec Louis Charles Pierre Casimir de Blacas, duc de Blacas (1815-1866), fils de Pierre Louis Jean Casimir de Blacas, dont postérité ;
- Henriette Radegonde de Pérusse des Cars (28 octobre 1833 - Paris 7e, 31 décembre 1911), mariée en 1855 avec Charles Henri de Mac-Mahon, marquis d'Eguilly (1828-1863). Dont postérité : leur fille Marie Anne Isabelle de Mac Mahon épouse Eugène de Lur Saluces ;
- Geneviève de Pérusse des Cars (20 janvier 1836 - château d'Abondant, 17 octobre 1886), mariée en 1857 avec Richard Jean Marie Stéphane Manca-Amat, duc de Vallombrosa (1834-1903). Tous deux furent propriétaires du château Vallombrosa, à Cannes. Dont postérité : ils sont les parents du marquis de Morès et du compositeur et musicien Amédée de Vallombrosa.